# باد مارينبيرغ (اتحاد إداري)
اِتِّحاد بَاد مَارِينبِيرغٌ (بالأَلمانِيَّة: Verbandsgemeinden Bad Marienberg) هُو اِتِّحاد إِدارِي أَلمانِيَّ في مِنطَقَة ڤِيستر ڤَآلد كرآيس التَّابِعة لِمُحافظة كُوبلنز في وِلاَية رَآينٌ لَاند - بفَآلز في جُمهُوريَّة أَلمَانيَا الاِتّحاديّة. ويضُمُّ اِتِّحاد بَاد مَارِينبِيرغٌ مدِينة واحِدة، وسبع عشرة بَلدة بمِساحة تُقَدَّر بحَوالَي 83 كم².

## مُدُن وبلدَات اِتِّحاد بَاد مَارِينبِيرغٌ
يضُمُّ اِتِّحاد بَاد مَارِينبِيرغٌ مدِينة واحِدة، وسبع عشرة بَلدة بمِساحة تُقَدَّر بحَوالَي 83 كم². وهي كالتَّالي:

### المُدُن
| اِسم المدِينة         | ٱلِٱسم بالأَلمانِيَّة     | عَدد السُكَّان | المِساحَة (كم²) |
| ------------------- | -------------------- | ---------- | ------------- |
| مدِينة بَاد مَارِينبِيرغٌ | Stadt Bad Marienberg | 5٬926      | 10            |

### البلدَات
| اِسم البلدَة              | ٱلِٱسم بالأَلمانِيَّة                | عَدد السُكَّان | المِساحَة (كم²) |
| ----------------------- | ------------------------------- | ---------- | ------------- |
| بَلْدَة بُولسبِيرغٌ           | Gemeinde Bölsberg               | 227        | 1             |
| بَلْدَة درَآيسبَآخ           | Gemeinde Dreisbach              | 600        | 5             |
| بَلْدَة فِيل - رِيتزهَآوزِنٌ    | Gemeinde Fehl - Ritzhausen      | 780        | 4             |
| بَلْدَة غرُوسٌزَآيفِنٌ          | Gemeinde Großseifen             | 630        | 2             |
| بَلْدَة هَآنٌ                | Gemeinde Hahn                   | 487        | 2             |
| بَلْدَة هَاردت              | Gemeinde Hardt                  | 457        | 2             |
| بَلْدَة هُوف                | Gemeinde Hof                    | 1٬256      | 8             |
| بَلْدَة كِيربُورَغٌ            | Gemeinde Kirburg                | 606        | 4             |
| بَلْدَة لَآنغِنٌبَآخ           | Gemeinde Langenbach             | 1٬089      | 6             |
| بَلْدَة لَآُوتزِنٌبرُوكِنٌ        | Gemeinde Lautzenbrücken         | 423        | 4             |
| بَلْدَة مُورلِنٌ              | Gemeinde Mörlen                 | 536        | 3             |
| بَلْدَة نُويِنكهَآوزِنٌ         | Gemeinde Neunkhausen            | 1٬024      | 8             |
| بَلْدَة نِيستِرآُو            | Gemeinde Nisterau               | 839        | 3             |
| بَلْدَة نِيستِرتَآل           | Gemeinde Nistertal              | 1٬222      | 4             |
| بَلْدَة نُوركِنٌ              | Gemeinde Norken                 | 972        | 6             |
| بَلْدَة شتُوكهَآوزِنٌ - إِلِّفُورت | Gemeinde Stockhausen - Illfurth | 464        | 3             |
| بَلْدَة اُونَّآُو              | Gemeinde Unnau                  | 1٬864      | 8             |

## وُصلات خارجيّة
- صفحة اِتِّحاد بَاد مَارِينبِيرغٌ الرّسميّة (باللُّغَةُ الألمانِيّة).

## مَراجع
1. ↑  "معلومات عن باد مارينبيرغ (اتحاد إداري) على موقع d-nb.info". d-nb.info. مؤرشف من الأصل في 2019-12-13.